# Барбара Бренан
Барбара Ен Бренан (рођена 19. фебруара 1939 у Америци) је списатељица, духовна исцелитељка и едукатор на пољу спиритуалног лечеља. 2011. године,  Воткинсов часопис („Воткинс - ум, тело, дух” је квартални езотерични часопис који покрива широк спектар тема од савремене духовности до мистицизма и источне филозофије) сместио ју је на 94. место листе спиритуално најутицајнијих људи на свету.

## Образовање и почетак каријере
Године 1962., дипломирала је физику на Универзитету Висконсина у Медисону, а две године касније, на истом универзитету стекла је мастер диплому из области атмосферске физике. Од 1970. године (на многобројним неакредитованим институцијама) похађала је различите курсеве у сфери људског енергетског поља. У Вашингтону је изучавала двогодишњи програм терапијског саветовања у институцији под називом Заједница холистичких особа, након чега је 1978. године завршила и трогодишњи програм енергетике језгра на Институту за енергетику језгра у Њујорку. 1979. године у Фенишиа Патворк центру (Фенишиа, Њујорк) уписала је и петогодишљи програм духовног исцелитељства.
Ева и Џон Пиеракос који су основали систем личне трансформације, касније назван Пaтворк, имали су снажан утицај на Барбарин даљи живот и рад. Након успешне сарадње Бренанова је постала терапеут енергетике језгра и Патворк терапеут. 1977. године је развила сопствену приватну исцелитељску праксу, a убрзо након тога је креирала и програм обуке. 2001. године је докторирала на Универзитету Гринвич у области филозофије, као и на универзитету Холос у области теологије. Оба института су неакредитована.

## Идеје и теорије
Барбарина прва књига, Руке које лече – водич кроз лечење биоенергијом, сматра се класичним делом у области духовног исцељења, а одштампана је у више од милион примерака на 22 језика. Бренанова тврди да за време сеанси интуитивно добија информације о својим клијентима. Она уочава одређени образац који се понавља у енергетским пољима различитих људи, а који указује на заједничке корене њихових проблема. У њеним књигама могу се пронаћи скице људских аура и енергетских поља, као и њихови описи при међљудским интеракцијама. Заступала је теорију о седмослојном моделу људског енргетског поља, у ком је сваки слој појединачно сачињен од различитих фреквенција и задужен за различите функције. Према њој, чакре су примаоци и процесори универзалне енергије и неопходне су за здраво функционисање и изражавање личне свести и психофизичког састава. Најпознатија је по методичком приступу при лечењу енергијом. Креирала је и исцељујућу методу коју је назвала "целокупним исцељењем" и која делује на свих седам слојева људског енергетског поља или ауре.

### Концепт „хара”
У својој другој књизи, „Израњање светлости”, свом моделу о људским енергијама Барбара је додала и модел о хотимичности, назван „Хара”. Хара је основна јединица грађе људског енергетског поља (ауре) и одржава људско тело у материјалној манифестацији све док животна сврха појединца не буде испуњена. Ако је хара здрава, човек без тешкоћа делује природно и у складу са својом сврхом. Из тог разлога, као веома важну ставку, Барбара истиче исцељење харе које доводи до исцељења ауре и коначно, исцељења тела. У истој књизи говорила је и о „звезданом језгру”, индивидуалном божанству човека које је повезано са универзумом.

## Школа духовног исцелитељства Барбара Бренан
1982. друге године затворила је своју приватну праксу у Њујорку и основала Школу духовног исцелитељства Барбара Бренан, усмерену обучавању професионалних исцелитеља широм света. Од 2000. године, школа се налази на Флориди и лиценцирана је од стране Комисије за независно образовање независне државе Флориде. 2003. године, истоимена школа отворена је и у Европи, а њена тачна локација промењана је неколицину пута. Првобитно се налазила у у Мондзеу у Аустрији, након чега се преселила у Бад Нојенар у Немачкој 2006. године, те се 2008. године коначно вратила у Аустрију у мали град Бад Ишл. 2007. године отворена је нова филијала у Токију у Јапану и затворена 2010. Школa Барбара Бренан одшколовала је 2700 матураната широм света, преко 224 високо квалификованих наставника и 188 практичара Бренан интеграције. Барбара Бренан је у пензији и више не предаје у школи, мада практичари ове методе лечења и даље шире њен рад на Флориди, и планирају глобалну експанзију у блиској будућности. Барбара Бренан школа такође омогућава полазницима неакредитовани сертификат о степену образовања из области Бренан науке о исцељењу.

## Рефернеце
1. ↑  „Watkins”.
2. ↑  „100 Spiritual Power List by Watkins”. Архивирано из оригинала 26. 03. 2012. г.
3. ↑  Angelo, Jean Marie (May–June 1993). "Healing Ourselves with Hands of Light". Yoga Journal (110): 73. Приступљено 10. 2. 2013.
4. 1 2  Brennan 1987
5. ↑  „"Profile of Barbara Brennan by M. Alan Kazlev"”. 20. 2. 2014. Архивирано из оригинала 09. 02. 2014. г. Приступљено 14. 4. 2014.
6. 1 2 3  Goldner, Diane (2003). How People Heal, Hampton Roads, Newburyport. ISBN 978-1-57174-363-3.
7. ↑  „"Brennan's Credentials”. Архивирано из оригинала 10. 04. 2014. г. Приступљено 10. 4. 2014.
8. ↑  Holos University Graduate Seminary. „"Accreditation"”. Приступљено 16. 3. 2016.
9. ↑  „Boston Public Library”. Архивирано из оригинала 16. 06. 2010. г. Приступљено 16. 6. 2010.
10. ↑  Holos University (2002). „Egli, Sandra R. (2002) A Study of Equivalence in Hara Assessments Using the Brennan Healing Science Model” (PDF). Архивирано из оригинала 18. 05. 2014. г.
11. ↑  „Florida Department of Education Commission For Independent Education Annual Report 2009-2010” (PDF). Архивирано из оригинала (PDF) 11. 9. 2011. г.
12. ↑  „Nonaccredited schools offering health-related instruction”.